# Slogans
Slogans (Originaltitel: Parullat) ist ein französisch-albanischer Film von 2001 unter der Regie von Gjergj Xhuvani. Es basiert auf einem Roman von Ylljet Aliçka.

## Handlung
André (albanisch Andrea), ein neuer Lehrer an einer Schule in einem abgelegenen Dorf in Albanien, stellt fest, dass eine der wichtigsten Schulaktivitäten darin besteht, mit Steinen Parolen („Slogans“) auf einen Berg zu schreiben: Als Lehrer muss er mithelfen, sozialistische und patriotische Ideologie zu verbreiten. Er nimmt diese Aufgabe nicht sehr ernst und wird dafür ständig von den kommunistischen Parteifunktionären des Dorfes verspottet.

## Produktion
Der Film konnte nur dank der Finanzierung durch den Fonds Sud Cinéma, ein Förderprogramm der französischen Regierung, realisiert werden, da das Zentrum der albanischen Kinematografie (Albfilm) nicht genügend Mittel zur Verfügung stellen konnte.
Das Werk basiert auf der Kurzgeschichte Steinerne Parolen von Ylljet Aliçka und wurde durch reale Ereignisse in Albanien inspiriert, wo Wörter aus Steinen zu Ehren des Kommunismus oder Enver Hoxha an Berghängen ausgelegt wurden.
Schauspielerin Luiza Xhuvani ist die Frau des Regisseurs. Die Rolle des Parteisekretärs im Film wird vom Parteisekretär der Kunstakademie in Tirana gespielt, mit dem die Xhuvani schon einmal aneinandergeraten sind.

## Rezeption
Slogans wurde im Rahmen von zwei A-Category-Festivals (Karlovy Vary, Tokio) gespielt und war der erste albanische Film, der in Cannes gezeigt wurde, gewann Preise bei regionalen Veranstaltungen in Bratislava und Cottbus und war Teil von Reiseschauspielen mit dem jüngsten Balkan- oder Albanien-Kino.

## Kritiken
„Slogans ist ein vernichtender Angriff auf die Ignoranz und den Schwachsinn fanatischer Politiker. Endlose Sitzungen, Tagesordnungspunkte und Ideologiediskussionen sind so alltäglich geworden, dass niemand mehr blinzeln kann, ohne eine obskure Parteidoktrin zu verletzen.“

## Auszeichnungen
Er gewann den Jugendpreis für den besten ausländischen Film des Filmfestivals von Cannes 2001. Zudem gewann er auch den Tokyo Sakura Grand Prix 2001 beim Tokyo International Film Festival. Er war außerdem Albaniens Beitrag für die 74. Oscarverleihung in der Kategorie Bester internationaler Film, wurde jedoch nicht als Kandidat akzeptiert.